# Мейсон (Мічиган)
Мейсон (англ. Mason) — місто (англ. city) в США, в окрузі Інгем штату Мічиган. Населення — 8283 особи (2020).

## Географія
Мейсон розташований за координатами 42°34′50″ пн. ш. 84°26′32″ зх. д. / 42.58056° пн. ш. 84.44222° зх. д. (42.580693, -84.442283).  За даними Бюро перепису населення США в 2010 році місто мало площу 13,28 км², з яких 13,21 км² — суходіл та 0,07 км² — водойми.

## Демографія
Згідно з переписом 2010 року, у місті мешкали 8252 особи в 3278 домогосподарствах у складі 2032 родин. Густота населення становила 621 особа/км².  Було 3574 помешкання (269/км²).
Расовий склад населення:
| - 90,2 % — білих - 5,9 % — чорних або афроамериканців - 0,9 % — азіатів - 0,4 % — корінних американців |

До двох чи більше рас належало 1,7 %. Частка іспаномовних становила 3,7 % від усіх жителів.
За віковим діапазоном населення розподілялося таким чином: 21,8 % — особи молодші 18 років, 64,7 % — особи у віці 18—64 років, 13,5 % — особи у віці 65 років та старші. Медіана віку мешканця становила 37,8 року. На 100 осіб жіночої статі у місті припадало 103,2 чоловіків;  на 100 жінок у віці від 18 років та старших — 103,0 чоловіків також старших 18 років.
Середній дохід на одне домашнє господарство  становив 61 120 доларів США (медіана — 51 655), а середній дохід на одну сім'ю — 69 951 долар (медіана — 57 688). Медіана доходів становила 49 103 долари для чоловіків та 38 232 долари для жінок. За межею бідності перебувало 9,3 % осіб, у тому числі 14,3 % дітей у віці до 18 років та 4,8 % осіб у віці 65 років та старших.
Цивільне працевлаштоване населення становило 3937 осіб. Основні галузі зайнятості: освіта, охорона здоров'я та соціальна допомога — 25,3 %, виробництво — 15,6 %, роздрібна торгівля — 12,6 %.